# Enguera
Enguera es un municipio y localidad española de la provincia de Valencia, en la Comunidad Valenciana. Ubicado en la comarca de Canal de Navarrés, cuenta con una población de 4769 habitantes (INE 2024). Se trata de un municipio castellanohablante, en el que el castellano cuenta con el predominio lingüístico reconocido legalmente.

## Símbolos
El escudo heráldico al municipio fue aprobado oficialmente el 17 de agosto de 1973 con el siguiente blasón:

Escudo cortado: primero, de oro, los cuatro palos de gules, cargados de castillo, de plata, y sobre éste las piadosas siglas "Q. S. D" (Quis Sicut Deus?). Segundo, de plata: la Cruz de Santiago, de gules. Al timbre, Corona Real.
Boletín Oficial del Estado n.º 226 de 20 de septiembre de 1973

La descripción textual de la bandera, aprobada el 24 de enero de 2008, es la siguiente:

Bandera de proporciones 2:3. De amarillo un castillo de plata o gris perla, mazonado y aclarado de sable, y sobre éste las siglas QSD por San Miguel, patrón de la población.
 A ambos lados del castillo sendas cruces de Santiago de rojo.
Diario Oficial de la Comunidad Valenciana n.º 5700 de 11 de febrero de 2008

## Geografía

Localización en la comarca de la Canal de Navarrés

La villa de Enguera se encuentra situada en el suroeste de la provincia de Valencia, a 318 m sobre el nivel del mar. Está enclavada en las estribaciones de la sierra a la que da nombre, con un extenso término municipal de 24 170 hectáreas. Su territorio se integra en la comarca La Canal de Navarrés, geográficamente en el macizo del Caroche, formando una zona de transición montañosa entre los sistemas Ibérico y Bético.
Es una de las zonas más atractivas de la Comunidad Valenciana.
Se accede por la autovía A-35, desvío CV-590, que llega hasta Enguera.
El término municipal de Enguera limita con las localidades de Anna, Chella, Bolbaite, Quesa, Ayora, Fuente la Higuera, Mogente, Vallada, Montesa, Canals y con un pequeño enclave de Játiva, todas ellas de la provincia de Valencia, y con Almansa, en la provincia de Albacete, Castilla-La Mancha.
| Noroeste: Ayora                       | Norte: Chella y Bolbaite | Noreste: Anna    |
| Oeste: Ayora                          |                          | Este: Játiva     |
| Suroeste: Almansa y Fuente la Higuera | Sur: Mogente y Vallada   | Sureste: Montesa |

### Naturaleza
Si hay enclaves geográficos en los que pueda hablarse de diversidad, ese es el de la sierra de Enguera, que tiene entre las obras de la naturaleza un lugar indudablemente destacado. La sierra de Enguera posee una extensión de 24 025 hectáreas y está dividida en cuatro zonas: La Redonda, Los Altos, Navalón y La Matea.
Con una vegetación típica del bosque mediterráneo, cuyas características ambientales e históricas favorecen la existencia de una gran biodiversidad de especies vegetales como pinos, carrascas, lentiscos, madroños, etc. La sierra le ofrece al viajero alturas que superan los mil metros sobre el nivel del mar, profundos barrancos con paredes de vértigo, dulces carrascales, abruptos roquedales y abundantes manantiales.
Parajes Naturales Municipales:
- PNM Umbía – La Plana
- PNM Barranco de la Hoz
- PNM Barrancos Carrasca – Gatillo

## Historia
La existencia de vestigios arqueológicos y, sobre todo, la aparición de unos sílex atípicos en el Llano de Jesús son los elementos indicadores de la más antigua ocupación del término de Enguera por grupos humanos desde el Mesolítico (8000-5000 a. C.). Del Eneolítico final, o quizás de los inicios de la Edad del Bronce (1600 a. C.), son los objetos y restos humanos hallados en la Cueva de la Carrasquilla y en yacimientos como el Castillarejo y la Peña del Tossal.
De la Edad del Hierro, representada por la cultura ibérica, se halla enclavado el poblado del cerro de Lucena, habitado entre los siglos IV-I a. C., que refleja las características estructuras de hábitat de los íberos así como numerosos utensilios y elementos referenciales de esta cultura (fíbulas, piedras de molino y vasos cerámicos).
A partir de la época del emperador Augusto (siglo I a. C.), la romana, la población se fue dispersando por las tierras más llanas del municipio, tal y como ponen de manifiesto los restos de villas romanas hallados en Faracuat y en el Alto de Vistabella.
Durante el período de dominación islámica, la villa tuvo un momento de efímero esplendor en el siglo XII, en que en virtud de una de las divisiones administrativas producida en los reinos de Taifas fue convertida en cabeza de un Iqlim, ya que el castillo de Enguera ocupaba una posición clave dentro del dispositivo estratégico-militar de la zona. Además, se debe de hacer hincapié en señalar, la permanencia de importantes vestigios de este período, tanto arqueológicos (el castillo de época almorávide) como topónimos que han quedado reflejados en algunas partidas y caseríos de término municipal (Albalat, Benamil, Benacancil, Benali, Benamil, etc.).
El paso de la dominación islámica a la cristiana se realizó por el Tratado de Almizra (26 de marzo de 1244), que conllevó la incorporación de la villa a la Corona de Aragón cuyo rey, Jaime I, la cedió a la Orden Militar de Santiago de Uclés, que pese a tener su sede en Castilla, repobló Enguera inicialmente con aragoneses y expulsó a los musulmanes que no quisieron avasallarse.
Durante tres siglos y medio, la orden de Santiago mantuvo el señorío sobre la villa hasta que Felipe II en 1569, acosado por las deudas que le causaban las guerras en Europa, obtuvo del papa Pío V la autorización para venderla con todos sus vasallos, lo que se materializó el 17 de diciembre de 1575 al ser comprada por Bernabé de Borja, miembro de la familia más importante del Renacimiento valenciano.

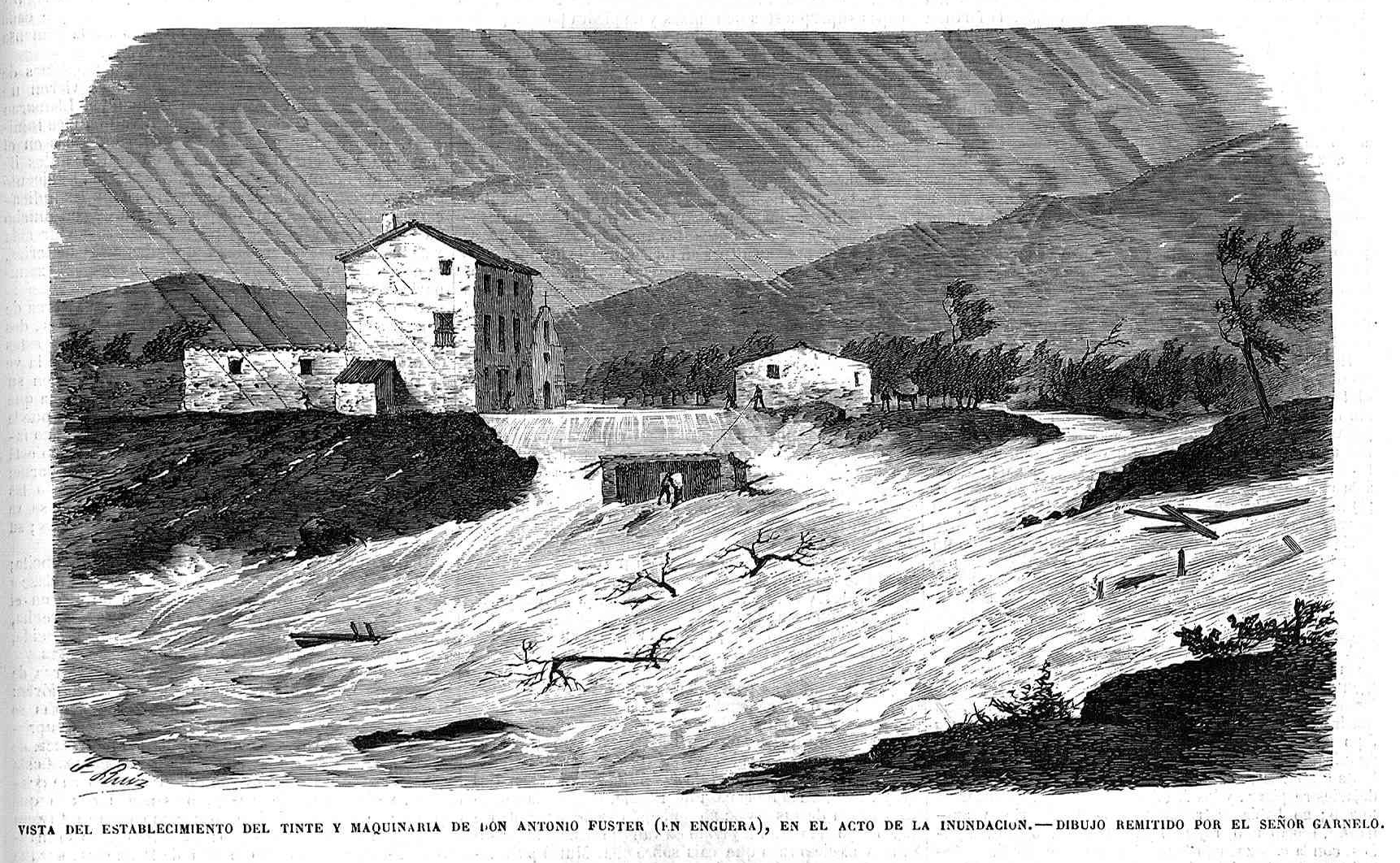
Inundaciones de 1864 en Enguera

El acontecimiento más relevante del siglo XVIII fue el terremoto de 1748, que en lugar de ser un elemento paralizante de la vida del municipio, posibilitó, tras conseguir una importante ayuda financiera del rey Fernando VI para paliar los daños, iniciar un importante despegue económico fundamentado en las industrias manufactureras de lana, que se mantuvieron como la principal fuente de riqueza durante el siglo XIX y la mayor parte del XX.

## Organización territorial
Pedanía de Navalón
La carretera que conduce a Navalón discurre ondulada por los medios planos de la baja serranía enguerina, para ascender suavemente hasta llegar a la Peraleja, donde se localiza un cruce de carreteras. La inicial lleva a Ayora (CV-590). El empalme que toca Navalón es la carretera local de Enguera a Mogente (VV-3053) y siguiendo por ella, se accede en primer lugar al caserío de Navalón de Abajo, y luego, Navalón de Arriba sombreado por el monte de la Era, a 762 m de altura. Está enclavado en un paraje envidiable de la serranía enguerina, al extremo occidental del término, punto de partida para realizar deliciosas excursiones a los caseríos de El Puntal, Requena, Santich, Hoya Redonda, Corral de Blay.
Caserío de Benali
El Caserío de Benali se encuentra a 18 km de Enguera y se accede por la carretera que tiene su origen en la misma población (CV-584). Claro exponente de un emplazamiento que en su día fue una alquería en el periodo de dominación musulmana. El caserío antiguamente disponía de una torre, hoy desaparecida, y de la que solo se aprecian parte de sus restos adosados a las viviendas cercanas y que proceden de época más reciente. Fue construida de tapial y sillarejo. A dicho cuerpo central se le agregan los demás edificios auxiliares, cuadras y corrales más o menos abiertos.

### Demografía
Enguera cuenta con una población de 4769 habitantes (INE 2024).
| Gráfica de evolución demográfica de Enguera entre 1842 y 2021                                                       |
| |
| Población de derecho según los censos de población del INE Población de hecho según los censos de población del INE |

## Economía
Los pilares básicos son la agricultura y en menor medida la industria y los servicios. En los últimos años los cultivos agrícolas, en especial la aceituna, han adquirido más importancia, aunque el componente complementario o de segunda actividad de la agricultura es evidente.
El turismo rural, con cámpings, casas rurales, hotel y restaurantes, va ganando importancia. En el extremo opuesto está la industria. De la floreciente industria textil de finales del siglo XVIII se ha pasado casi a la nada. Unas pocas empresas sobreviven. Muchos de sus habitantes trabajan en la industria o en el sector servicios pero en localidades cercanas como Canals, Onteniente, Játiva, Almansa o Valencia.

## Administración y política
| Mandato   | Nombre del alcalde      | Partido político |
| --------- | ----------------------- | ---------------- |
| 1979-1983 | Enrique Sánchiz Simón   | PSPV-PSOE        |
| 1983-1987 | Enrique Sánchiz Simón   | PSPV-PSOE        |
| 1987-1991 | Enrique Sánchiz Simón   | PSPV-PSOE        |
| 1991-1995 | Enrique Sánchiz Simón   | PSPV-PSOE        |
| 1995-1999 | Enrique Sánchiz Simón   | PSPV-PSOE        |
| 1999-2003 | Santiago Arévalo Llácer | PP               |
| 2003-2007 | Santiago Arévalo Llácer | PP               |
| 2007-2011 | Santiago Arévalo Llácer | PP               |
| 2011-2015 | Santiago Arévalo Llácer | PP               |
| 2015-2019 | Óscar Martínez Poquet   | PSPV-PSOE        |
| 2019-2023 | Mati Marín              | PP               |
| 2023-2027 | Mati Marín              | PP               |

## Cultura
En la localidad se habla un castellano influido por el aragonés y el valenciano. El filólogo Manuel Sanchís Guarner, quien realizó estudios dialectológicos en la zona a mediados del siglo XX, cifró en un 30 % la presencia de valencianismos léxicos en el habla comarcal. Joseph Gulsoy, discípulo de Joan Coromines, ha realizado a lo largo de varias décadas un estudio del habla local conservada en Enguera y otras zonas de las tierras del Caroche, trabajando en ámbitos como la lexicografía, etimología y toponimia.

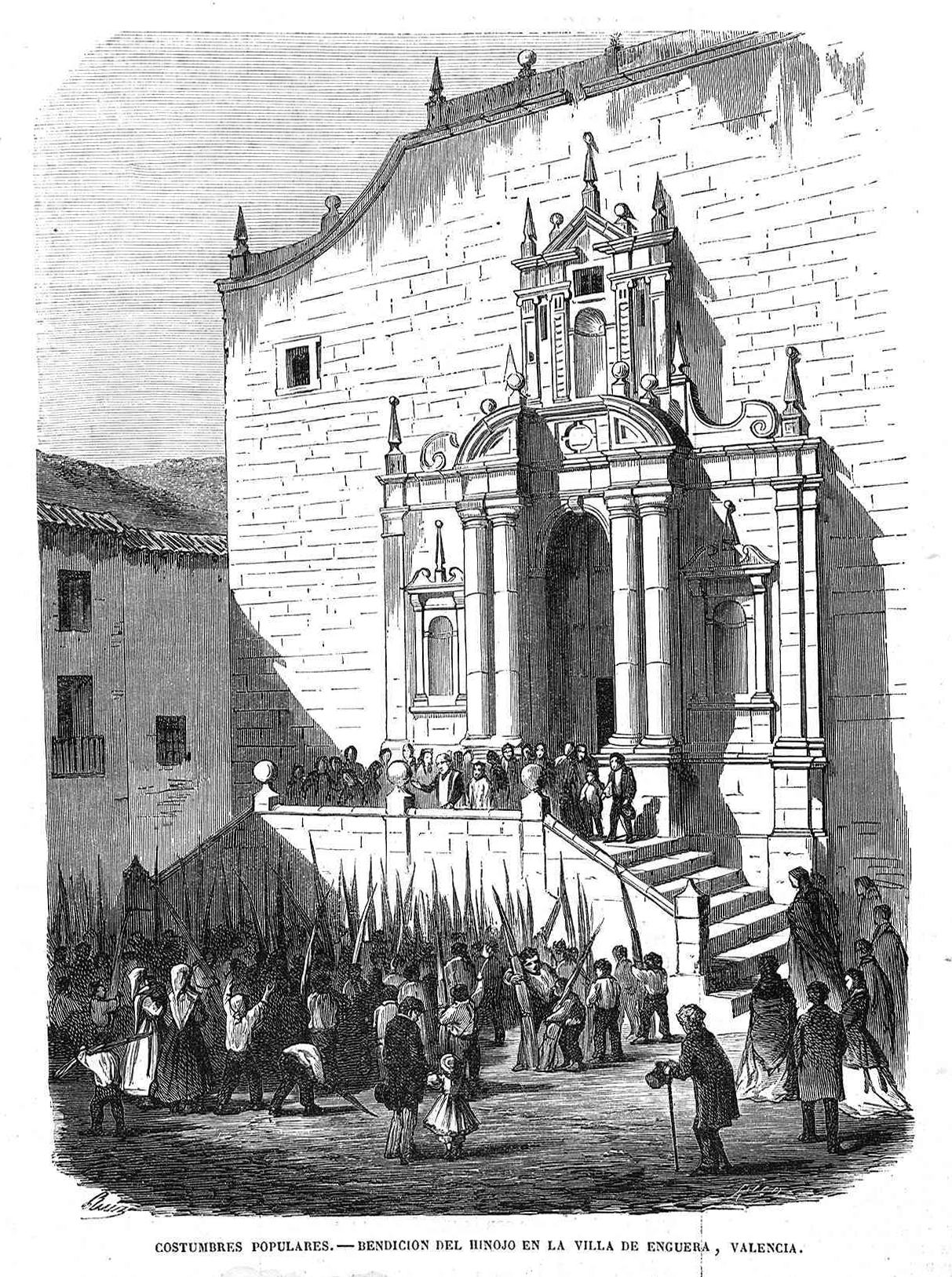
Costumbres populares.—Bendición del hinojo en la villa de Enguera (El Museo Universal, 1865)

Destaca en el ámbito de la cultura los trabajos realizados desde el Museo Arqueológico Municipal de Enguera, reconocido por la orden de la Conselleria de Cultura, de la Generalidad Valenciana de 27 de octubre de 2000 (DOCV n.º 3879 de 16/11/2000). Esta institución ha protagonizado grandes avances en el conocimiento de la cultura ibérica en su ámbito regional, reflejados en una abundante producción de artículos de carácter científico. Desde esta institución también se trabajan temas de etnología, fundamentales para conservar la historia más reciente y la memoria local.

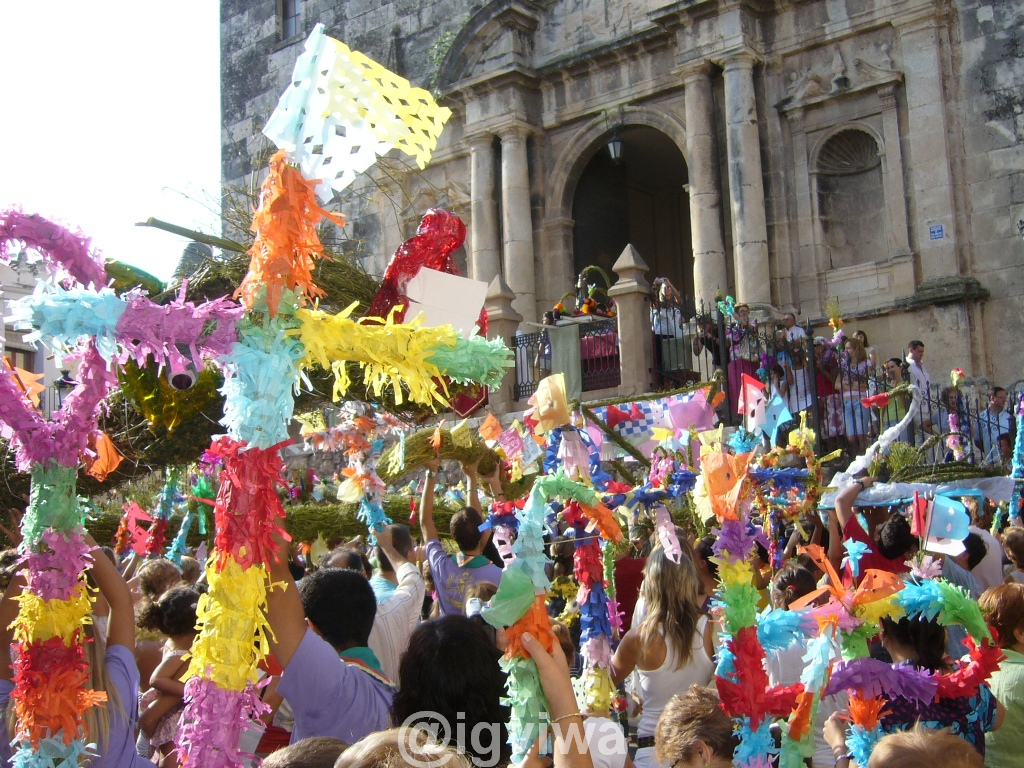
Celebración de San Gil en Enguera en el

El Museo Arqueológico Municipal de Enguera conserva tres colecciones temáticas. La principal es la de arqueología, que reúne objetos de carácter arqueológico procedentes de yacimientos localizados en el término municipal. En este mismo edificio se conserva un reducido fondo pictórico de la saga artística local de los Garnelo, cuyo miembro más destacado fue el pintor José Santiago Garnelo Alda (1986-1944) y el fondo pictórico: «Becarios de Bellas Artes», colección que reúne las obras realizadas durante el disfrute de las becas de pintura que otorgó el ayuntamiento de Enguera, entre 1964 y 1980, a un total de 66 artistas. La colección de etnología se ubica en el próximo edificio de la Casa de la Cultura, recreándose en uno de sus espacios una casa enguerina del tránsito del siglo XIX al XX. De esta manera los objetos expuestos se contextualizan de forma que adquieren significado por su localización y por su relación con el resto de objetos de la exposición.
En 2017 se publica el libro Historia de Enguera. Nuevas aportaciones 1994-2014. Volumen que recoge una interesante selección de trabajos publicados a lo largo de más de dos décadas en la revista Enguera.

### Patrimonio

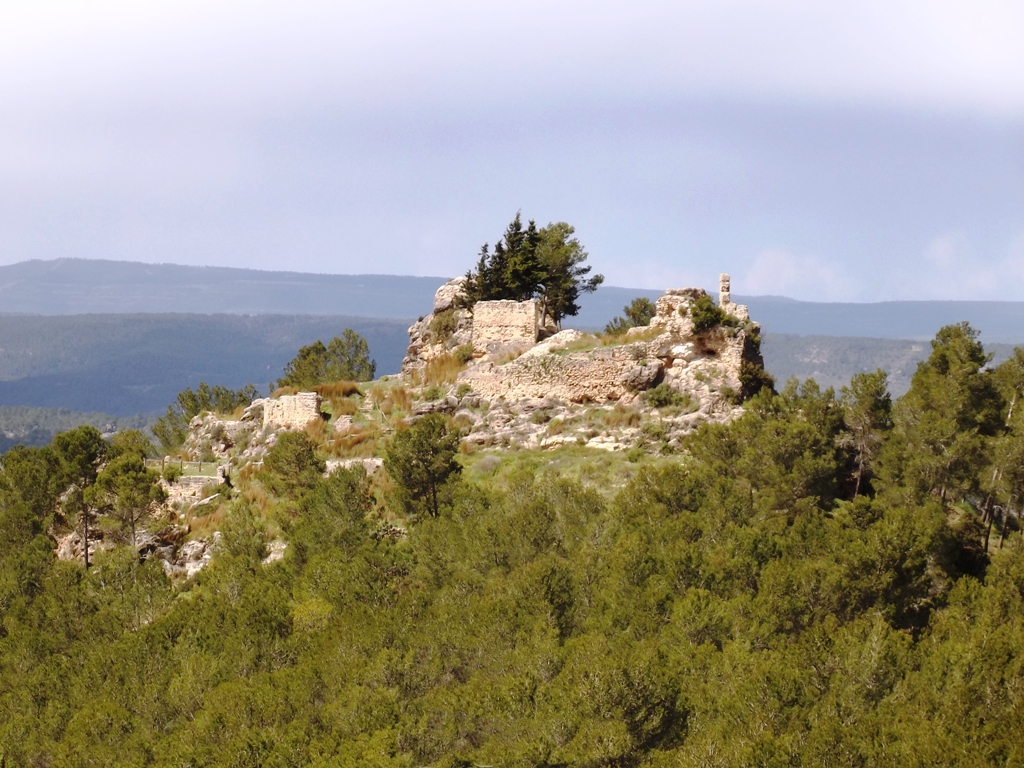
Ruinas del castillo

Si nos centramos en las primeras etapas de la historia de Enguera, el elemento patrimonial más relevante y singular es el poblado íbero del cerro de Lucena (siglo IV-I a. C.). La civilización islámica, que dominó el territorio entre los siglos VIII y XIII dejó un importante legado de topónimos, costumbres y una obra arquitectónica trascendental: el Castillo de Enguera.

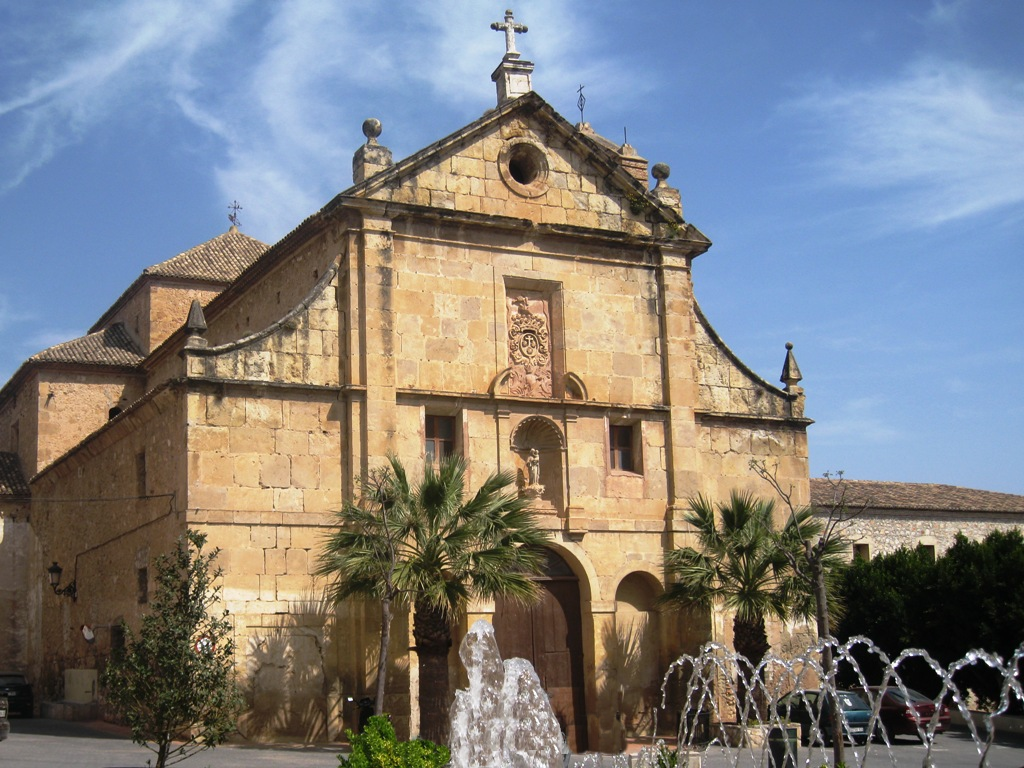
Convento de Enguera

A través del entramado urbano local se puede apreciar el paso del tiempo que va desde la presencia musulmana en el casco histórico hasta el posterior crecimiento de los siglos XVI, XVII y XVIII en los que se realizaron los edificios más notables que conservan en la actualidad: la iglesia de San Miguel Arcángel y el convento de Carmelitas Descalzos de San José y Santa Ana. La arquitectura religiosa se completa con las ermitas de San Antonio de Padua, San Rafael y San Cristóbal.
El patrimonio artístico de Enguera incluye obras tan destacadas como el retablo de la Virgen de Gracia (realizado a principios del siglo XV por Paolo de San Leocadio en estilo renacentista), la pila bautismal (1628), la cruz procesional gótica (principios del siglo XV), la estatua de Ibáñez Marín y la fuente de la plaza Comunidad Valenciana.

### Museos

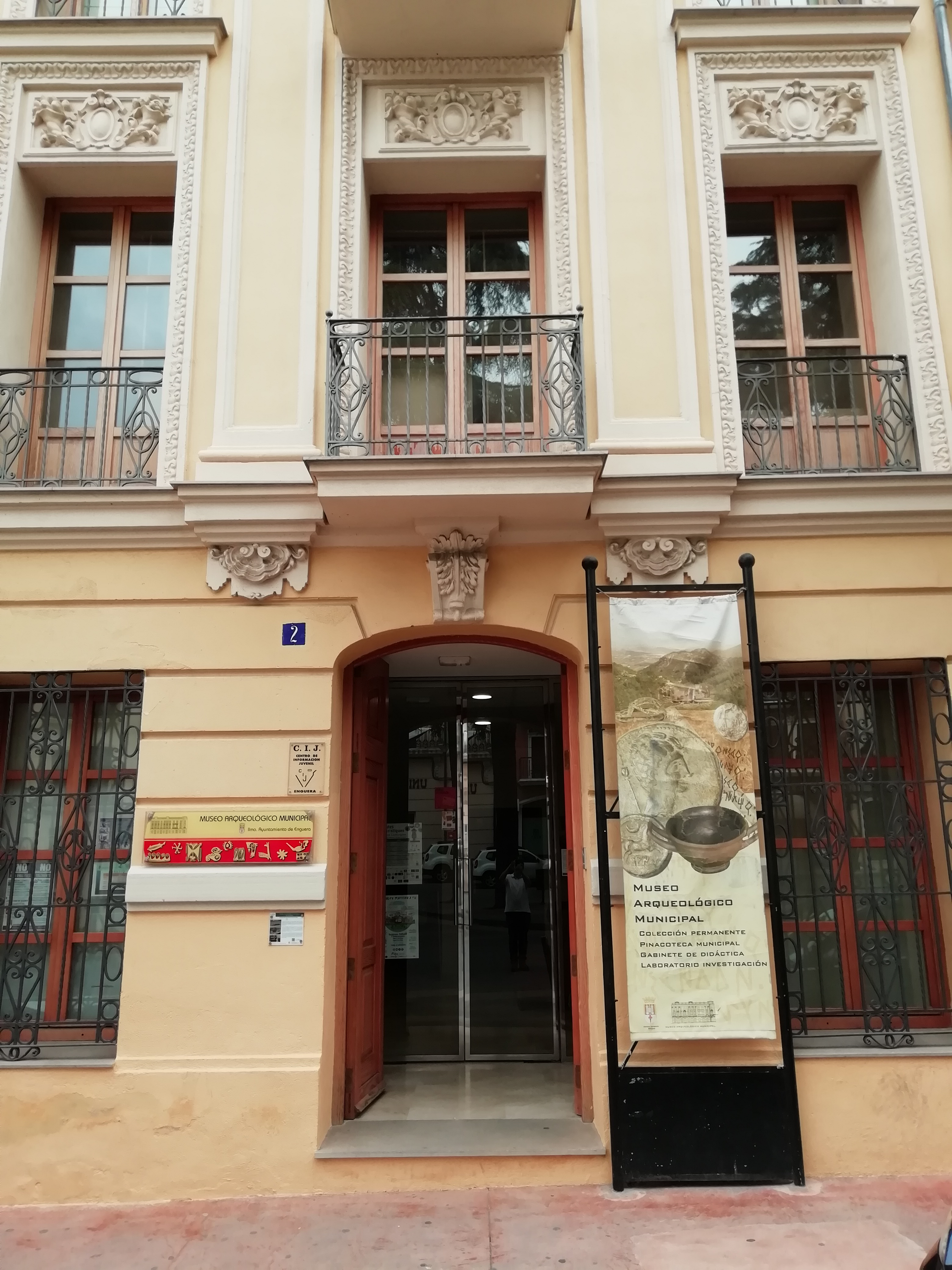
Puerta principal del Museo Arqueológico Municipal de Enguera

En los Museos de Enguera se recogen todas las manifestaciones culturales documentadas: arqueología, arquitectura, etnología, toponimia, etc. que permiten documentar exhaustivamente el catálogo de los distintos bienes que conforman el patrimonio cultural.
- Museo Arqueológico Municipal de Enguera y Pinacoteca Municipal. Plaza Comunidad Valenciana.
- Museo Etnológico. Plaza Manuel Tolsá.

### Fiestas y costumbres
El calendario festivo se extiende en Enguera a lo largo de todo el año, con tradiciones arraigadas en la cultura popular que marcan la identidad de un pueblo. Las más importantes son las fiestas patronales que se celebran a finales de septiembre en honor de San Miguel y la Virgen de Fátima, donde se programan numerosos festejos. Destaca por ser única la festividad de San Gil, que se celebra el 1 de septiembre. Los protagonistas son los niños que acuden a la bendición del hinojo, popularmente llamado «»sangil». También tienen un importante arraigo las Fallas en marzo y las fiestas de San Antón, celebradas en torno al 17 de enero, consistentes en quemar una gran hoguera y la «tirá» de caramelos.

### Gastronomía
La gastronomía es sencilla en su elaboración, recia por naturaleza, muy sabrosa y en la que las carnes son componentes fundamental de platos como la cazuela de arroz al horno, la borreta, las tortas de embutido o de pimiento y tomate, la gachamiga y, sobre todo, los gazpachos. Entre los dulces podemos nombrar los rosigones, los rolletes de anís o la melcucha.
Los productos agrícolas son relevantes dentro de la economía local y especialmente, por su transcendencia, el aceite de oliva que produce la Cooperativa del Campo bajo la marca El Campiñero. Debido a la riqueza de flora de la sierra de Enguera, la miel recolectada es de gran calidad. Las Bodegas Enguera cuentan con una amplia gama de vinos de calidad.[cita requerida]

### Deporte
- Instalaciones municipales.
- Clubes deportivos.
- Eventos.

### Hermanamientos
- Melesse, Francia
- Haskovo, Bulgaria